# Arytainilla gredi
Arytainilla gredi är en insektsart som först beskrevs av Ramirez Gomez 1956.  Arytainilla gredi ingår i släktet Arytainilla och familjen rundbladloppor. Inga underarter finns listade i Catalogue of Life.